# Stanisław Dziewulski (architekt)
Stanisław Dziewulski (ur. 24 października 1906 w Warszawie, zm. 9 sierpnia 1990 tamże) – polski inżynier architekt i urbanista.

## Życiorys
Pochodził ze starej, zamożnej rodziny. Był synem Stefana z Dziewul h. Rawicz – prawnika, ekonomisty i nauczyciela akademickiego, oraz Antoniny Marii Aleksandry z d. Natanson, córki Jakuba – chemika i finansisty. Miał młodszą siostrę, Marię Amelię. Jego rodzice posiadali willę w Warszawie, nazywaną pałacykiem Dziewulskich. Byli także właścicielami majątku Sanniki łącznie z tamtejszym z pałacem.
Ukończył studia na Wydziale Architektury Politechniki Warszawskiej. W 1936 uzyskał dyplom inżyniera architekta. Następnie rozpoczął pracę w wyuczonym zawodzie.
Pod koniec lat 30. uczestniczył w opracowaniu projektu Forum Morskiego w Gdyni. Założenie urbanistyczne planowane między Kamienną Górą, Skwerem Kościuszki i Molem Południowym miało być główną przestrzenią reprezentacyjną miasta. Otwarty na morze rozległy plac (miejsce m.in. na uroczystości oficjalne i imprezy masowe) otaczałyby monumentalne obiekty: ratusz, pomnik Zjednoczenia Ziem Polskich i Bazylika Morska. Przedsięwzięcie jednak nie zostało zrealizowane.
Oprócz działalności zawodowej w okresie międzywojennym zajmował się także publicystyką branżową. Swoje artykuły zamieszczał w takich pismach jak „Przegląd Budowlany” i „Wiadomości Literackie”. Ponadto od 1936 udzielał się w Stowarzyszeniu Architektów Rzeczypospolitej Polskiej (SARP). Należał do Oddziału Warszawskiego. Był również zrzeszony w Towarzystwie Urbanistów Polskich, które w 1979 wyróżniło go tytułem „Członka honorowego”.
Podczas okupacji niemieckiej Polski współpracował z Armią Krajową. Po opuszczeniu przez Niemców Warszawy już w lutym 1945 zatrudnił się w Biurze Odbudowy Stolicy. Został projektantem w Wydziale Urbanistyki. W latach późniejszych pracował w stołecznych biurach urbanistycznych. Za swoją pracę został nagrodzony odznaczeniami państwowymi.
Po śmierci spoczął na cmentarzu Stare Powązki w Warszawie (kwatera 103, rząd 5, miejsce 27).

### Małżeństwo
W 1933 ożenił się z Zofią z d. Łapińską (1907–1999) – architektką i projektantką mebli. Ceremonia ślubna odbyła się w kościele Kościół Nawiedzenia Najświętszej Marii Panny w Warszawie.

## Dokonania
- Plan generalny miasta Warszawy (1956) – współautorzy: Bohdan Damięcki, Jan Grabowski, Stanisław Jankowski, Andrzej Jędraszko, Tadeusz Kachniarz, Stefan Koziński, Kazimierz Marczewski, Józef Mirski, Helena Morsztynkiewiczowa, Władysław Panczakiewicz, Stefan Putowski, Stanisław Rychłowski, Alina Scholtzówna, Zygmunt Stępiński i Halina Wiśniewska (Nagroda I stopnia KUA)

### Publikacje
- Gdynia rośnie, „Wiadomości Literackie”, nr 27, 17 czerwca 1937

## Odznaczenia
- Złoty Krzyż Zasługi (1954)
- Krzyż Oficerski Orderu Odrodzenia Polski (1964)